# Donna Murphy

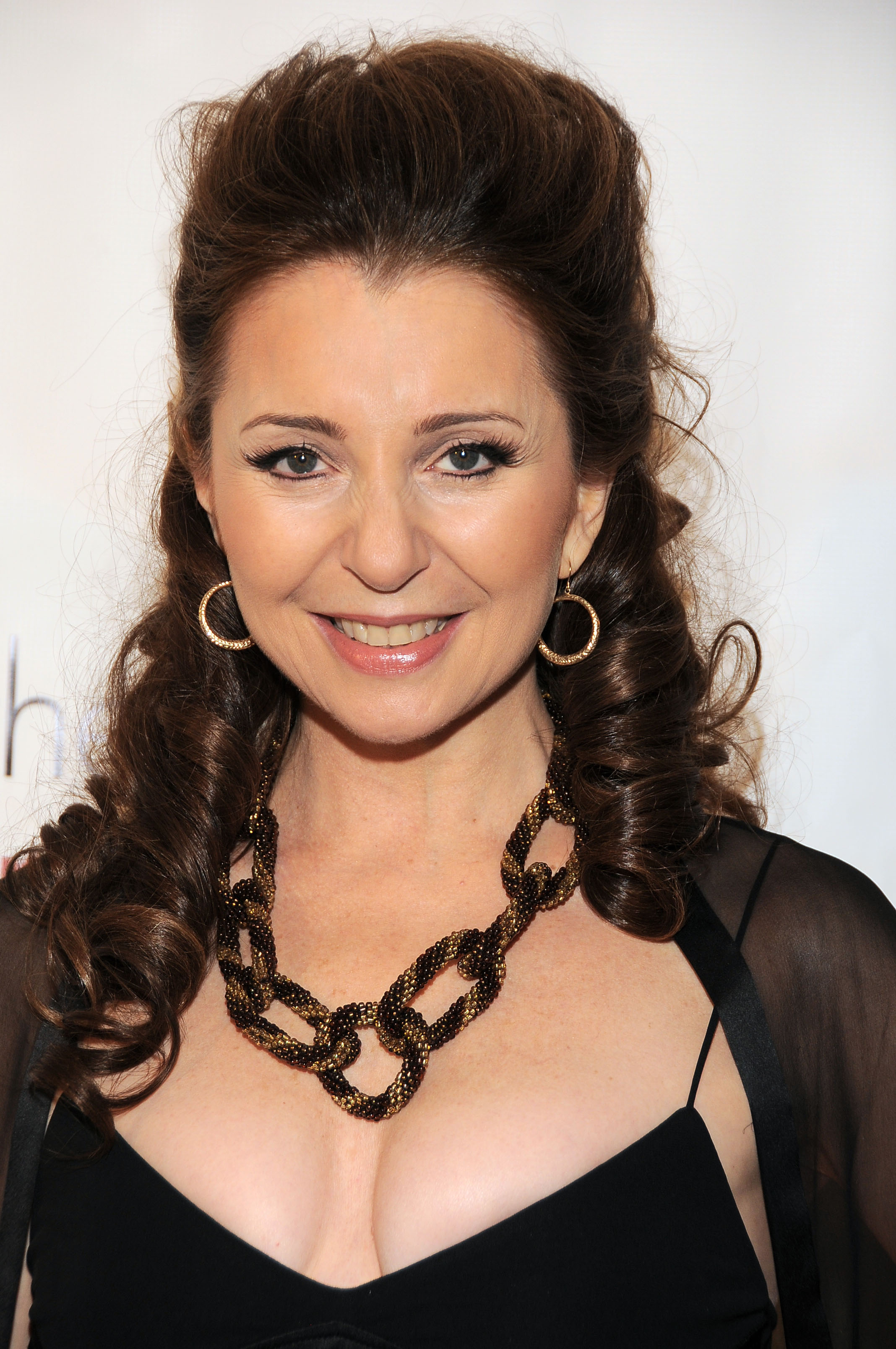
Donna Murphy (2010)

Donna Murphy (* 7. März 1959 in Corona, Queens, New York City, New York) ist eine US-amerikanische Schauspielerin.

## Leben
Donna Murphy wuchs in Hauppauge, Long Island und Topsfield, Massachusetts auf. Neben einer viel gerühmten Karriere am Theater, die ihr bisher zwei Tony Awards einbrachte, trat sie auch in zahlreichen Hollywoodfilmen sowie in Fernsehserien wie CSI: Vegas, Law & Order und Ally McBeal auf. Ihr Schaffen für Film und Fernsehen seit 1987 umfasst mehr als 60 Produktionen.
Murphy war von 1990 bis zu dessen Tod im Jahr 2016 mit dem Schauspieler und Sänger Shawn Elliott verheiratet und lebt in New York.
Für das Lied Mother Knows Best aus dem Film Rapunzel – Neu verföhnt wurde sie 2023 in den Vereinigten Staaten mit einer Goldenen Schallplatte und in Großbritannien mit einer Silbernen Schallplatte ausgezeichnet.

## Filmografie (Auswahl)

### Filme
- 1987: Tales from the Hollywood Hills: Natica Jackson
- 1995: Jade
- 1996: Passion (Fernsehfilm)
- 1998: Abraham Lincoln – Die Ermordung des Präsidenten (The Day Lincoln Was Shot, Fernsehfilm)
- 1998: October 22
- 1998: Star Trek: Der Aufstand (Star Trek: Insurrection)
- 1999: The Astronaut’s Wife – Das Böse hat ein neues Gesicht (The Astronaut’s Wife)
- 2000: Center Stage
- 2000: Gnadenloses Duell (The Last Debate)
- 2004: The Door in the Floor – Die Tür der Versuchung (The Door in the Floor)
- 2004: Spider-Man 2
- 2006: Ira & Abby
- 2006: World Trade Center
- 2006: The Fountain
- 2007: Nanny Diaries (The Nanny Diaries)
- 2008: Sherman’s Way
- 2011: Higher Ground – Der Ruf nach Gott (Higher Ground)
- 2011: Dark Horse
- 2012: Das Bourne Vermächtnis (The Bourne Legacy)
- 2013: House of Versace – Ein Leben für die Mode (House of Versace, Fernsehfilm)
- 2016: No Pay, Nudity
- 2020: Anastasia

### Serien
- 1988: All My Children (Fernsehserie, Folge 1x4888)
- 1991: Another World (Fernsehserie, 7 Folgen)
- 1993/1997/2000: Law & Order (Fernsehserie, 3 Folgen)
- 1996: Lifestories: Families in Crisis (Fernsehserie, Folge 1x15)
- 1995–1996: Murder One (Fernsehserie, 6 Folgen)
- 1996: Remember WENN (Fernsehserie, Folge 2x07)
- 1997: Ein ganz normaler Heiliger (Nothing Sacred, Fernsehserie, Folge 1x06)
- 1997: Liberty! The American Revolution (Miniserie, 6 Folgen)
- 1998: Ally McBeal (Fernsehserie, Folge 1x20)
- 1998: Practice – Die Anwälte (The Practice, Fernsehserie, Folge 2x26)
- 2002: The Education of Max Bickford (Fernsehserie, Folge 1x10)
- 2002–2003: Hack – Die Straßen von Philadelphia (Hack, Fernsehserie, 16 Folgen)
- 2005: CSI: Vegas (CSI: Crime Scene Investigation, Fernsehserie, Folge 5x20)
- 2006: Studio 60 on the Sunset Trip (Fernsehserie, Folge 1x01)
- 2006: The Book of Daniel (Fernsehserie, Folge 1x07)
- 2007: Criminal Intent – Verbrechen im Visier (Law & Order: Criminal Intent, Fernsehserie, Folge 6x13)
- 2007: Damages: Im Netz der Macht (Damages, Fernsehserie, Folge 1x09)
- 2008: Law & Order: Special Victims Unit (Fernsehserie, Folge 10x05)
- 2009: Trust Me (Fernsehserie, 5 Folgen)
- 2010: Ugly Betty (Fernsehserie, Folge 4x17)
- 2012: Made in Jersey (Fernsehserie, 7 Folgen)
- 2013: The Mentalist (Fernsehserie, Folge 5x18)
- 2014: Good Wife (Fernsehserie, Folge 5x17)
- 2014: Royal Pains (Fernsehserie, Folge 6x04)
- 2014: Resurrection – Die unheimliche Wiederkehr (Resurrection, Fernsehserie, 8 Folgen)
- 2015: Hindsight (Fernsehserie, 4 Folgen)
- 2016–2017: Mercy Street (Fernsehserie, 12 Folgen)
- 2017: Quantico (Fernsehserie, Folge 2x16)
- 2017: Doubt (Fernsehserie, 2 Folgen)
- 2019: The Blacklist (Fernsehserie, Folge 6x04)
- 2019–2020: Power (Fernsehserie, 5 Folgen)
- 2021–2022: Gossip Girl (Fernsehserie, 4 Folgen)
- 2022: Inventing Anna (Fernsehserie, Folge 1x03)
- 2022–2023: The Gilded Age (Fernsehserie, 11 Folgen)

## Synchronrollen

### Filme
- 2010: Rapunzel – Neu verföhnt (Tangled) als Gothel

### Serien
- 2017–2020: Rapunzel – Die Serie (Tangled: The Series, Fernsehserie, 6 Folgen) als Gothel und zusätzliche Stimmen
- 2019: The Bravest Knight (Fernsehserie, Folge 1x01) als Trulla

## Auszeichnungen
| Preisverleihung | Kategorie                                                | Resultat  | Datum |
| --- | -------------------------------------------------------- | --------- | ----- |
| CableACE Award für ihre Rolle in Lifestories: Families in Crisis, Folge: Someone Had to Be Benny aus dem Jahr 1996      | Actress in a Dramatic Special/Series                     | Gewonnen  | 1996  |
| Daytime Emmy Award für ihre Rolle in Lifestories: Families in Crisis, Folge: Someone Had to Be Benny aus dem Jahr 1996  | Outstanding Performer in a Children’s Special            | Gewonnen  | 1997  |
| EDA Female Focus Award der Alliance of Women Film Journalists für ihre Rolle als Gothel in Rapunzel – Neu verföhnt      | Best Animated Female                                     | Nominiert | 2011  |
| Screen Actors Guild Award für das Ensemble der Serie The Gilded Age, zusammen mit den anderen Mitgliedern des Ensembles | Outstanding Performance by an Ensemble in a Drama Series | Nominiert | 2024  |